# Баштанівка (Бахчисарайський район)
Башта́нівка (до 1945 року — Пички́, крим. Pıçqı) — село в Україні, у Бахчисарайському районі Автономної Республіки Крим. Підпорядковане Верхоріченській сільській раді. Населення — 228 чоловік (станом на 2001 рік).

## Географія

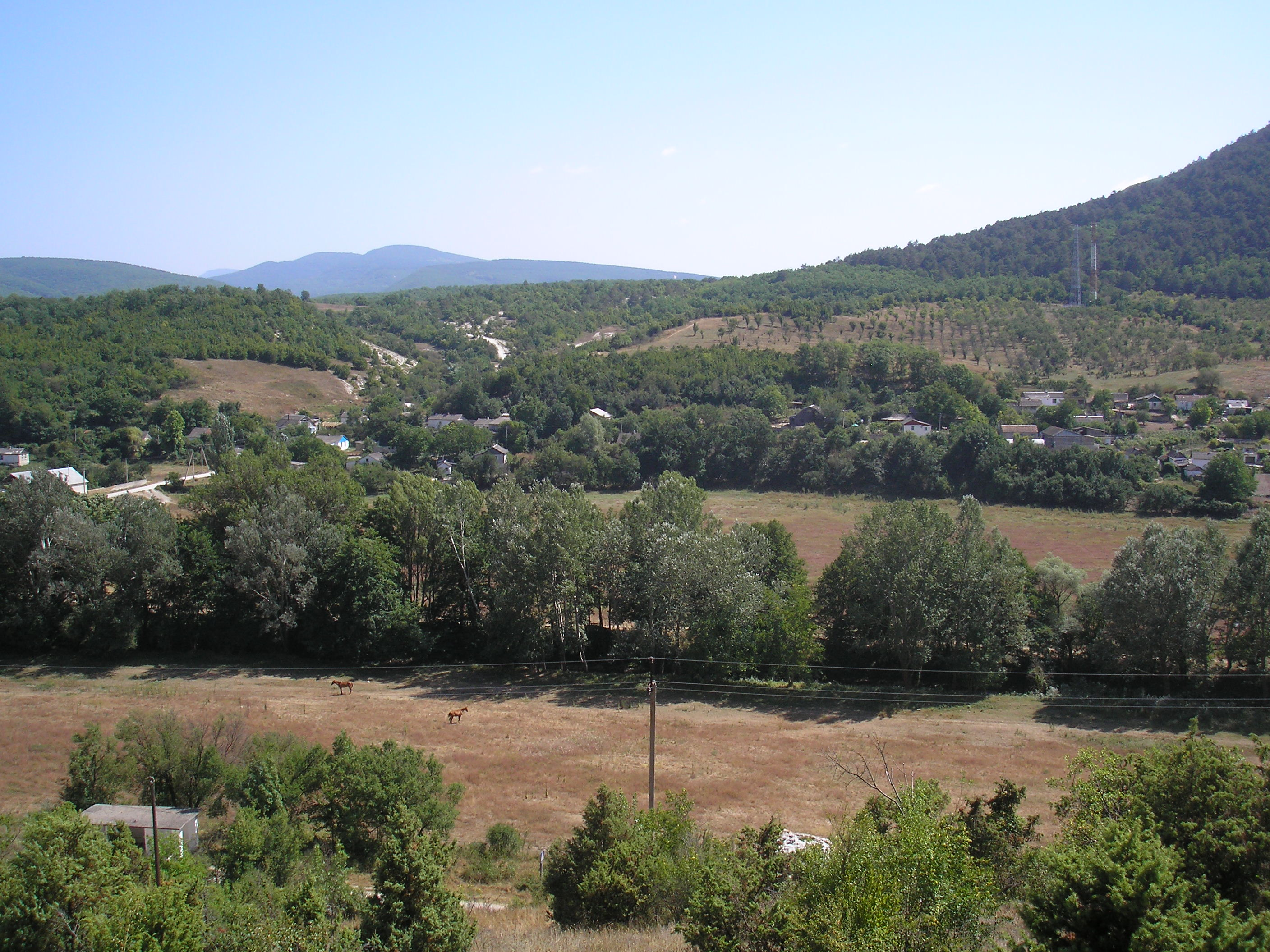
Баштанівка, центр

Баштанівка розташована в центральній частині району, на початку Другого пасма Кримських гір, на лівому березі річки Кача, відразу за Качинськими воротами — велетенською ущелиною, що річка прорізає в скелях Другого пасма. У селі в Качу впадає лівий приплив Хору, що утворює невелику долину, яка веде до села Високе. Відстань до Бахчисараю — 7 кілометрів і 45 км до Сімферополя, з якими Баштанівка пов'язаний асфальтованим шосе. Сусідні села: Машине за два кілометри вище по долині Качи й Передущельне за 2,5 кілометра нижче. Висота села над рівнем моря 184 м.
На захід від села знаходиться ущелина Алімова Балка.

## Назва
Історична назва села — Пички (вживалися варіанти Пички, Бічкі, Бички, Фицкі). У перекладі з кримськотатарського pıçqı означає «пилка». Варіант з початковим би- відбиває турецьке (тур. bıçkı) і південнобережна діалектна вимова цього слова. Можливо, назва села походить від розташованого в околицях обриву каньйону із зазубленими схилами.

## Історія

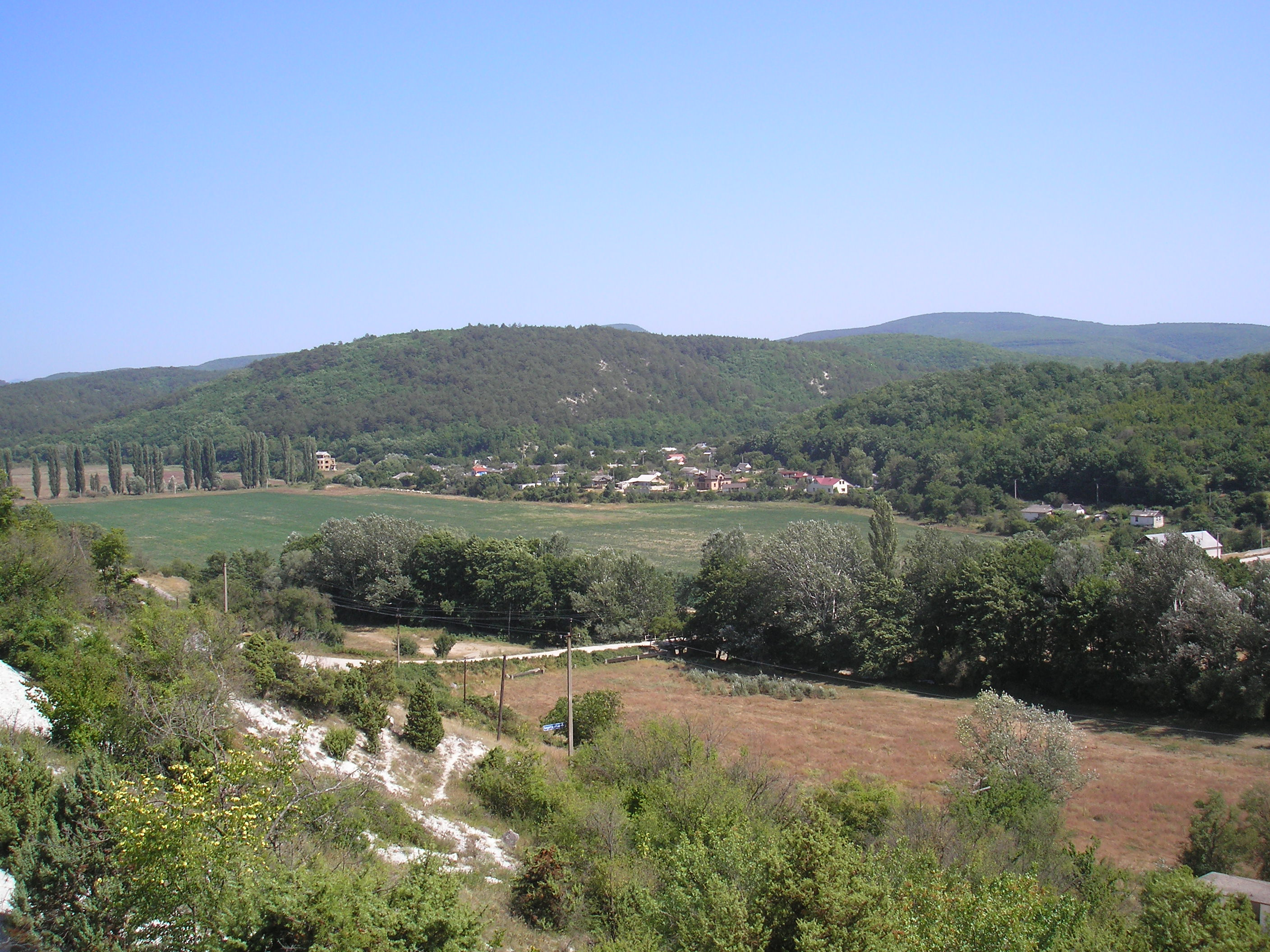
Баштанівка, східна частина

### Давні часи
Біля Баштанівки у Алимівській балці розташовані багатошарові стоянки Алимівського навісу І фінальної давньокам'яної та середньокам'яної доби.

### Середньовіччя
Згідно з даними археологічних досліджень (склепи з похованнями), територія Баштанівки була заселена вже в VI—VIII століттях нашої ери. До цього ж часу відносять і виникнення розташованого поблизу села археологічного пам'ятника печерного монастиря Качи-Кальон. На мисі Бурун-Кая, на південний захід від села, є залишки будівель, датовані X-XI століттями.

### Новоісторичний час
Перша згадка села — в джизйє дефтера Ліва-і Кефе в Османських податкових відомостях 1652 року, як Качі Калйан, де перераховані кримські греки — піддані султана і вказано, що село знаходиться на землі Кримського ханства.
Адміністративно в ханстві село входило у Бахчисарайський кадилик Бахчисарайського ж каймакамства, що зафіксовано в Камеральному Описі Криму 1784 року. Як Качкальян село вказане і в Відомості про виведених з Криму в Приазов'я християн., складеною О. В. Суворовим в 1778 році, і по якій з села вийшло 77 християн.
Після приєднання Криму до Російської імперії 8 лютого 1784 року, село було приписане до Сімферопольському повіту Таврійської області. Після Павлівських реформ, з 1792 по 1802 років, входило в Акмечетський повіт Новоросійської губернії. По новому адміністративному діленню, після створення 8 (20) жовтня 1802 року Таврійської губернії, у Чоргунську волость Сімферопольського повіту.
На 1805 року в селі Бичке, згідно з Відомістю про усі селища, у що Сімферопольському повіті полягають., налічувалося 6 дворів, у яких проживало 21 чоловік і 17 жінок, усі кримські татари, а землі належали статському радникові Мегмедчи-беєві. Село довго залишалося малонаселеним, в 1817 році топографи нарахували 7 дворів. По адміністративній реформі 1829 року Пичкі приписали до Дуванкойської волості., але село пустіло, можливо, у результаті якихось з еміграцій кримських татар в Османську Туреччину і на карті 1842 року Пичкі позначені умовним знаком «мале село (менше 5 будинків)». У 1860-х роках, після земської реформи Олександра II, Пички приписали до Каралезької волості.
У «Списку населених місць Таврійської губернії за відомостями 1864 р», за результатами VIII ревізії, у селі в 10 дворах проживала 41 людина кримських татар і була мечеть, а, судячи з карти 1865 року, у селі значилося 8 дворів.
Мабуть, усе життя збиралися на іншому березі річки, навкруги Анастасієвського скиту, відродженого стараннями архієпископа Херсонського і Таврійського Інокентія в 1850 році на місці давнього Качі-Кальона і приписаного до бахчисарайського Успенському монастирю.
Х-я ревізія 1887 року зафіксувала в Пичках 27 будинків з 137 жителями, на карті ж 1890 року позначений 21 двір з кримськотатарським населенням.
У Статистичному довіднику Таврійської губернії. Ч.1-я. Статистичний нарис, випуск шостий Сімферопольський повіт, 1915 р. в Каралезькій волості Сімферопольського повіту є село Пички і при ній в приватному володінні: економія Я. Д. Галай, 4 хутіра і три сади.

### Новітній час
При Радянській владі, у результаті адміністративних реформ початку 1920-х років, до 1922 року була скасована волосна система і, згідно з Списком населених пунктів Кримської АССР по Всесоюзному перепису 17 грудня 1926 р. Пички були центром Пичкинської сільради Бахчисарайського району.
До середини XX століття населення виросло майже до чотирьох сотень, а в 1944 році, після визволення Криму від нацистів, згідно з Постановою ДКО № 5859 від 11 травня 1944 року, 18 травня кримські татари з Пички були депортовані в Середню Азію. На місце виселених татар завезли переселенців з Орловської і Брянської областей, а 21 серпня 1945 року, згідно з указом Президії Верховної ради РРФСР, Пички перейменували у Баштанівку, а Пичкинську сільраду — у Баштанівську.

### Україна
Пізніше, на початку 1960-х, Указом Президії Верховної Ради Української РСР, сільраду укрупнили, включивши до складу Верхоріченської, а колгосп ліквідовували, приєднавши до колгоспу Долинний, з центральною садибою у селі Верхоріччя.
Зараз колгосп ліквідований, землі передані селянам і орендуються агрофірмою Кримська фруктова компанія.

## Населення
Динаміка чисельності населення:
- 1805 — 38 чол. (всі кримські татари)
- 1817 — 7 дворів
- 1864 — 41 чол.
- 1887 — 137 чол. (всі кримські татари)
- 1926 — 214 чол. (183 кримських татарина, 11 росіян, 2 українця)
- 1939 — 314 чол.
- 1989 — 299 чол.
- 2001 — 228 чол.

За даними перепису населення 2001 року, у селі мешкало 228 осіб. Мовний склад населення села був таким:
| Мова              | Число ос. | Відсоток |
| ----------------- | --------- | -------- |
| українська        | 4         | 1,75     |
| російська         | 171       | 75       |
| кримськотатарська | 53        | 23,25    |